# Октагональний храм
Октагональний храм — прийнята істориками назва руїн восьмигранного православного храму XV століття, розташованих в цитаделі Мангупа, в XVII столітті перетвореного на мечеть.

## Опис

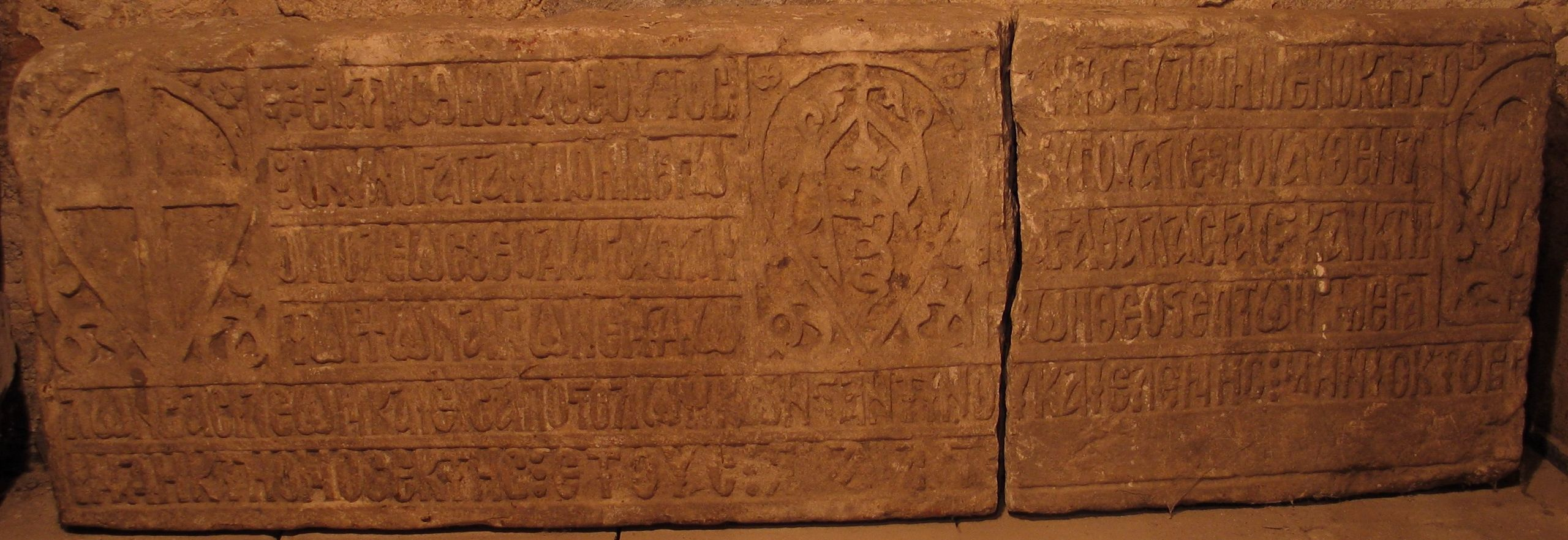
Будівельний напис князя Олексія, 1427

Будова у плані є трохи витягнутий по поздовжній осі восьмигранник розмірами 8,0 на 8,50 м (або 8,02 на 8,46 м, довжина всіх граней різна) з дверима в західній стіні, шириною

0,70 м зовні та близько 1,20 м зсередини. Останнім часом (з 2009 року) історики, що вивчають Мангуп, зійшлися на думці, що з великою ймовірністю відомий напис князя Олексія міг бути архітравом, який перекривав дверний отвір Октагонального храму. Всередині церква має вигляд рівнокінцевого хреста з напівкруглою східною стороною та внутрішніми розмірами 6,60 м завдовжки і 6,20 м ширини, була апсида шириною 2,60 м і глибиною 1,25 м, вівтарна перешкода, посередині вівтаря — квадратна вирубування (0,56 на 0,54 м) під престол. Тришарові дволицеві стіни храму, завтовшки 0,90 м, були поставлені у спеціально вирубані ліжка глибиною близько 0,05 м на скельній поверхні. Зовнішні сторони були складені з великих, ретельно обтесаних і підігнаних блоків вапняку із забутовкою на вапняному розчині. Слідів даху і взагалі будь-якого завершення церкви не збереглося. Висота будівлі дослідниками реконструюється за 15 м. На момент розкопок Федора Брауна 1890 року будівля мала відносно добрий стан збереженості, що істориками пояснюється довгим функціонуванням як мечеть, про яку згадував в 1666 Евлія Челебі.
У цій цитаделі немає будинків. Є лише одна мечеть з кам'яним куполом, перероблена з церкви.

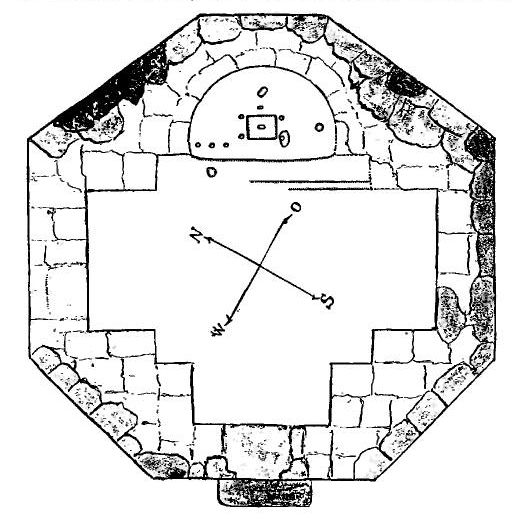
План Октагонального храму Федора Брауна. 1890 рік.

Наприкінці ХІХ століття храм був повністю розібраний на будматеріали.

## Історія вивчення
Пам'ятник відкрив Ф. А. Браун під час розкопок 1890 року, припускаючи, що це «палацова каплиця мангупських князів дотатарського часу», у чому сам згодом сумнівався. Олександр Бертьє-Делагард відвідував розкопки октагона Брауном і пізніше в одній зі своїх праць коротко повідомив про це, звернувши увагу на унікальність церкви, порівнявши з традиціями вірменського будівництва. У червні 1891 року мандрівник, член Кримсько-Кавказького гірського клубу, артилерист Н. Нікольський, за результатами огляду пам'ятника, зробив умоглядний висновок про будівництво храму греками в VI столітті, як частини резиденції єпископа. Роберт Лепер у 1912 році зробив невеликі розкопки в октагоні, не знайшовши нічого істотного і не зробивши ніяких висновків; до його заслуг відносять розчищення наоса і вівтарної частини, перше відкриття, за допомогою траншеї, зовнішнього контуру церкви і розчищення поховання біля північно-західної грані. Анатолій Якобсон, за результатами досліджень 1938 року, висловив припущення про одночасність будівництва октагону і Великий базиліки у VI столітті, вважаючи його хрестильницею, що також підтримала Марія Тиханова, а, згодом, Євгеній Веймарн, датуючи будівництво VIII—IX століттям. Академік архітектури Юрій Асєєв також спочатку визначав, без будь-якої аргументації, час будівництва VIII—IX століттям, але пізніше запропонував нове датування: VI-початок VII століття, визначаючи споруду, як замкову каплицю (домову церкву), приблизно так само вважали Олег Домбровський і Ольга Махнєва, що називали пам'ятник «княжою каплицею» VIII століття. Віктор Миц у свій час також датував храм XII—XIII століттям, пов'язавши його появу з діяльністю «перших князів Мангупа» вірменського походження з роду Гаврасов, що могло пояснити незвичайну для Криму архітектуру, але потім визнав цю точку зору помилковою, зважаючи на недоведеність перебування Гаврасів як правителів Феодоро. З 1990 року вивченням храму займається Олександр Герцен (керована ним Мангупська експедиція). До 1997 року, виходячи з результатів досліджень цитадель і матеріальних свідчень про початковий етап її спорудження в 1360-х роках, була сформульована гіпотеза про одночасне будівництво обох пам'яток.
Октагон був повністю розкопаний протягом 1997—2005 років, за результатами археологічних робіт гіпотеза була конкретизована-група істориків під керівництвом Герцена вважає створення храму одночасним з періодом реконструкції цитаделі князем Олексієм в 1420-х — 1430-х роках і допускає більш точне датування з прив'язкою до будівельної написи Олексія 1427 року, яку підтримують також не входять до цієї групи історики Володимир Кирилко і Віктор Миц, при цьому наполягаючи на вірменський версії архітектурного стилю пам'ятника. Зроблена Кирилком реконструкція зовнішнього вигляду храму іншими вченими не підтримується, оскільки судити про характер перекриття за наявними архітектурними залишками не є можливим.